# Olga de Kíev
Olga (rus: Ольга; norrè: Helga), batejada com a Helena (Pskov, 879 – Kíiv, 11 de juliol del 969) va ser una aristòcrata varega de la Rus de Kíev que es va casar amb Ígor de Kíev, fill de Rurik, príncep de Kíev, el 903, esdevenint així Gran Princesa de Kíiv. És venerada com a santa per les esglésies catòlica i ortodoxa.

## Biografia
Després que el seu marit Ígor fos mort en batalla, va governar la Rus en qualitat de regenta (945-963), en nom del seu fill Sviatoslav I. Va esmerçar esforços a venjar la mort del seu espòs, massacrant el poble drevlià, que n'havia estat el causant.
Va ser la primera sobirana de Kíev que es va convertir al cristianisme, el 957, en ocasió d'un viatge a Constantinoble; en batejar-se, prengué el nom d'Helena. Va ser batejada pel patriarca de Constantinoble, Polieucte, i el seu padrí va ser l'emperador Constantí VII Porfirogènit. En tornar a Kíiv, va fer una gran difusió de la religió cristiana en tot el territori del principat, però no va poder convèncer el seu fill Sviatoslav perquè s'hi convertís.

## Veneració
La veneració d'Olga es va iniciar sota el regnat del seu net Vladímir I, el 996 va fer portar-ne el cos a l'església que ell li havia dedicat. Se'n va fixar la festa l'11 de juliol, data que va ser confirmada pel concili rus el 1574.

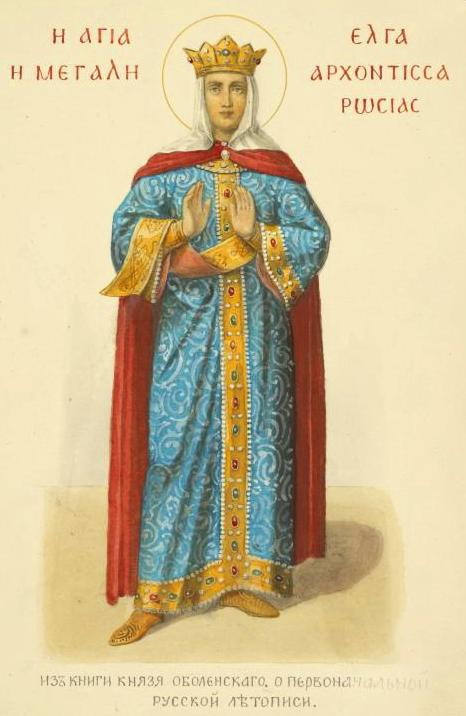
Il·lustració d'un llibre rus de 1869
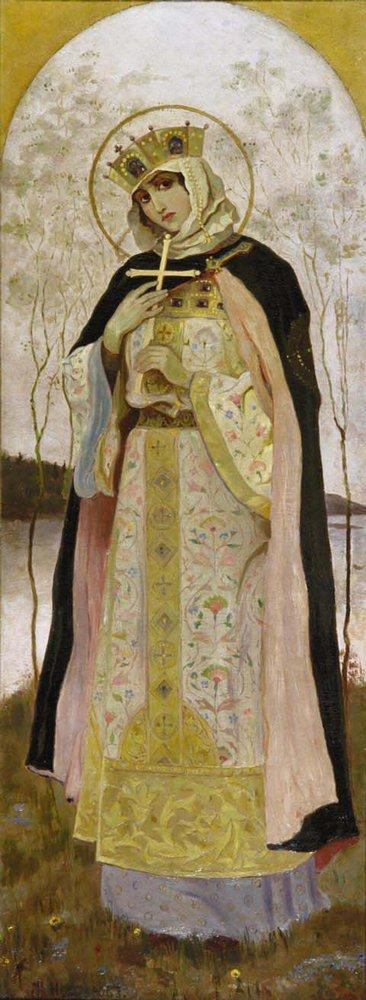
Quadre de Mikhail Nèsterov, 1892
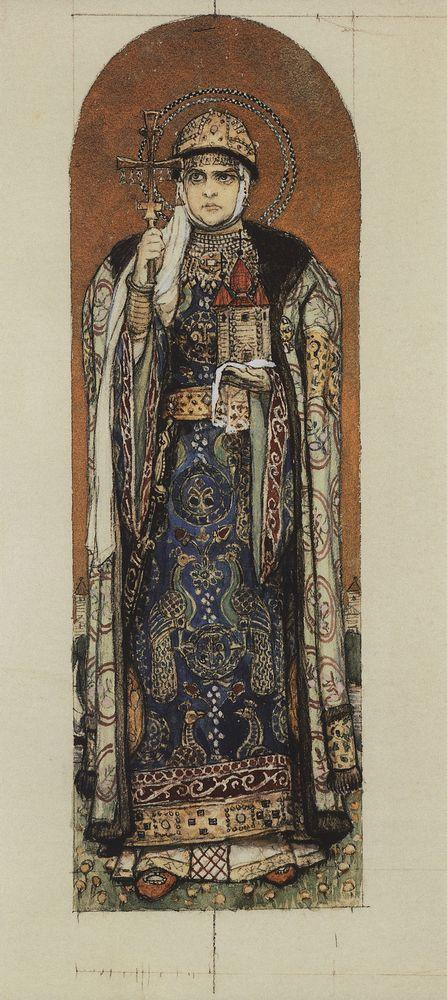
Dibuix de Viktor Vasnetsov, 1885-1893
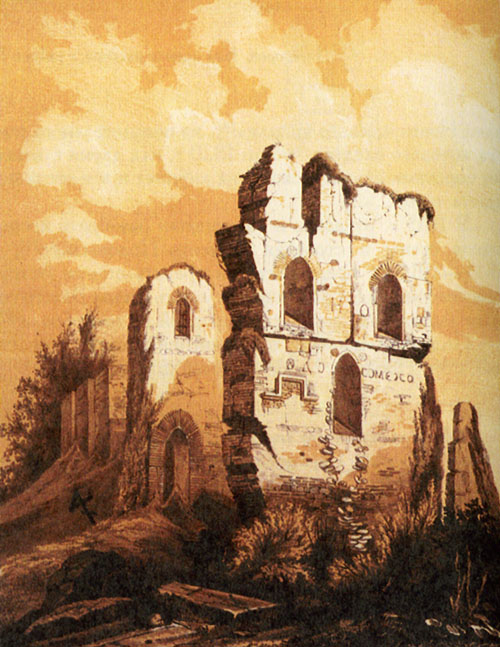
Ruïnes de l'església de la Dormició, on havia estat la tomba d'Olga, en un dibuix del començament del segle xix